# Peder Claussøn Friis

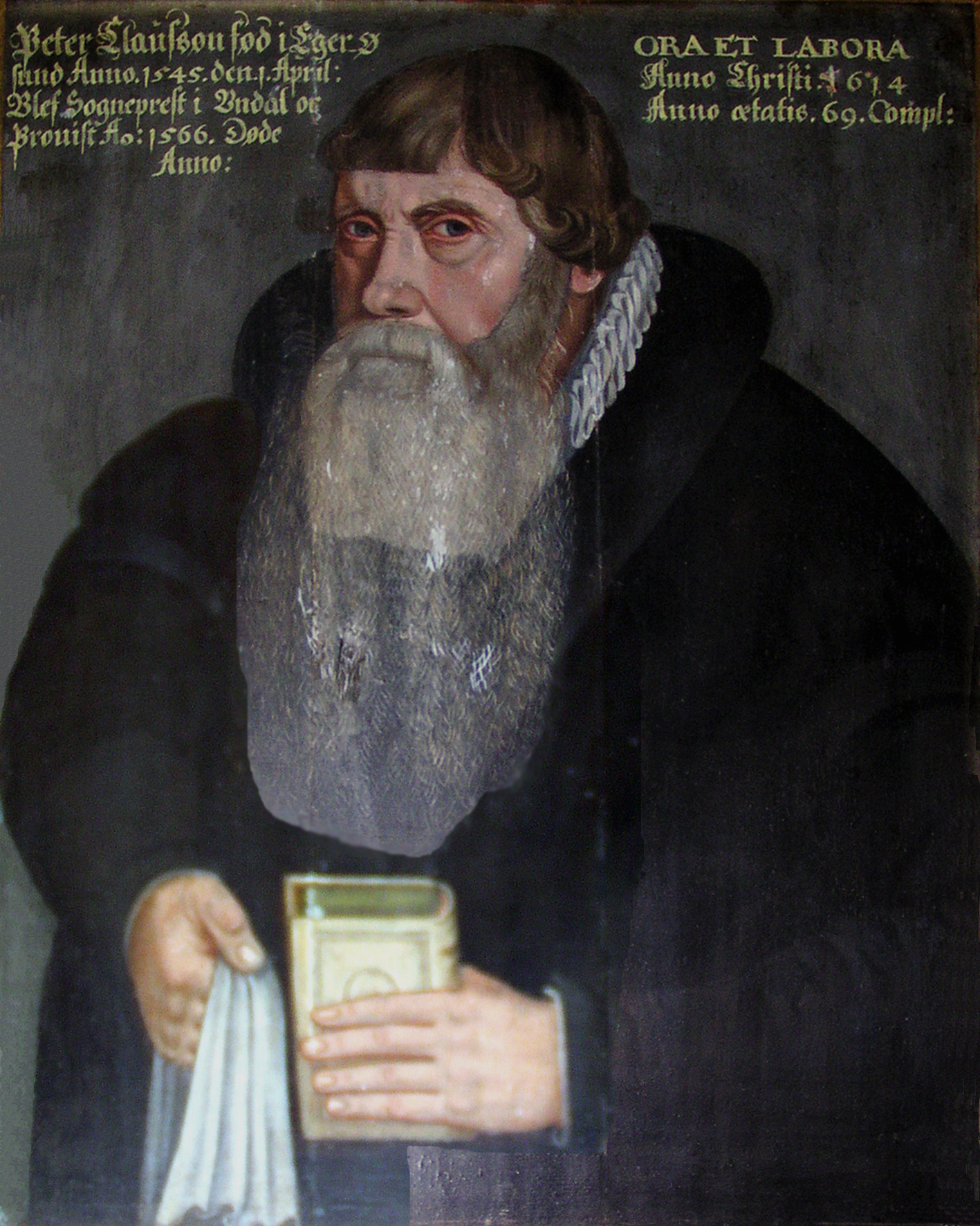
Peder Claussøn Friis

Peder Claussøn Friis, född 1545, död 1614, var en norsk författare och präst. 
Vid sidan av sin prästerliga gärning i Undal bedrev Friis ett omfattande geografiskt och historiskt författarskap, och var även en flitig översättare. Han har behandlat Norges, Grönlands och Färöarnas geografi i flera samlingar samt översatte Snorre Sturlasons norska kungasagor till ett för 1600-talet begripligt språk för norska läsare, och hans Snorreöversättning blev mycket spridd och läst i Norge. Friis skrev den historiska skildringen Norriges oc omliggende Øers sandfærdige Bescriffuelse.